# خسف البحر الأحمر

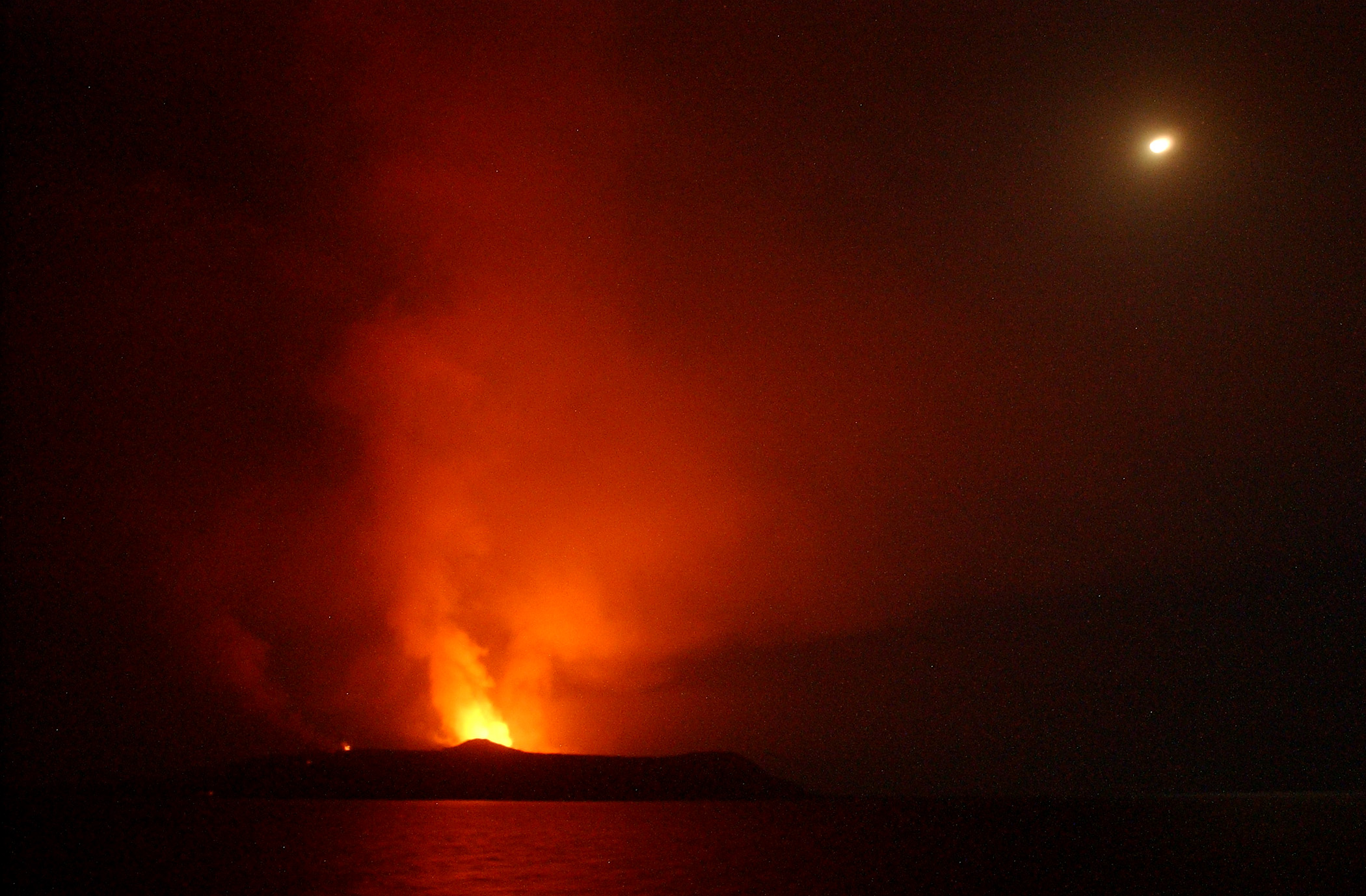

خسف البحر الأحمر (بالإنجليزية: Red Sea Rift)‏ هو مركز منتشر بين صفيحتين تكتونيتين هما الصفيحة الإفريقية والصفيحة العربية. تشكل خسف البحر الأحمر بسبب التباعد بين الصفيحة الإفريقية والصفيحة العربية. وتحول الخسف من خسف قاري إلى خسف محيطي.
ويشير الشذوذ المغناطيسي إلى أن معدل الانتشار على جانبي البحر الأحمر يبلغ حوالي 1 سم/سنة.
ويوضح نموذج الانتشار المكون من مرحلتين التطور التكتوني في هذه المنطقة. وقد شوهدت أول حركة رئيسية في الخسف، يليها انتشار كبير لقاع البحر في أواخر العصر الإيوسيني وأوليغوسين المبكر. وأعقبت ذلك فترة بدون أي حركة، خلالها تم حدوث كمية كبيرة من التبخر. بعد هذه الفترة الهادئة من الترسيب، بدأت فترة جديدة من النشاط قبل نحو خمسة ملايين سنة. وقد تسببت هذه المرحلة الجديدة من الانتشار في حدوث اضطرابات كبيرة في الرواسب المودعة، مما أدى إلى خلق حالة غير مستقرة مع تآكل القشرة والرواسب، ويظهر خطأ عادي على طول وادي الخسف أثناء الزلازل تدل على أن حركة الخسف مستمرة .